# New Mexico State Route 273
Die New Mexico State Route 273 (kurz NM 273) ist eine State Route im US-Bundesstaat New Mexico, die in Nord-Süd-Richtung verläuft.
Die State Route beginnt an der Grenze zu Texas am Rio Grande und endet nach 23 Kilometern nahe La Unión an der New Mexico State Route 28. Die Straße verläuft zum Großteil parallel zum Rio Grande und trifft im Osten von Sunland Park auf die New Mexico State Route 498 und nördlich der Stadt auf die New Mexico State Routes 136 und 184.